# Лекант, Павел Александрович
Па́вел Алекса́ндрович Ле́кант (19 ноября 1932 — 19 апреля 2019) — советский и российский лингвист, специалист по синтаксису современного русского языка, доктор филологических наук, почётный профессор Московского государственного областного университета, заслуженный деятель науки Российской Федерации (1998).

## Биография
В 1932 г. родился в деревне Калиновка Омской области в крестьянской семье.
В 1949 г. окончил среднюю школу и поступил в Московский областной педагогический институт им. Н. К. Крупской (ныне МГОУ).
В 1957—1961 гг. преподавал в Бийском педагогическом институте (ныне Алтайский государственный гуманитарно-педагогический университет имени В. М. Шукшина).
В 1961 г. П. А. Лекант защитил кандидатскую диссертацию «Продуктивные типы безглагольных односоставных и двусоставных предложений в современном русском языке». Научным руководителем его кандидатской диссертации был профессор Сергей Алексеевич Копорский.
12 января 1972 г. защитил докторскую диссертацию «Грамматическая форма простого предложения и система его структурно-синтаксических типов в современном русском языке».
С 1976 г. по 1981 г. был проректором по научной работе в МОПИ им. Н. К. Крупской.
В 1981 г. возглавил кафедру русского языка (ныне кафедра современного русского языка им. П. А. Леканта на факультете русской филологии МГОУ). П. А. Лекант заведовал кафедрой в течение 36 лет.
В 2019 г. Павел Александрович Лекант скончался на 87-м году жизни вследствие болезни. Похоронен на Хованском кладбище.
Осенью 2019 г. ученики П. А. Леканта предложили переименовать ежегодную Международную конференцию «Рациональное и эмоциональное в русском языке», которая проводится в Московском государственном областном университете, в «Лекантовские чтения».

## Награды и звания
- Знак «Отличник народного образования»
- Знак «Отличник народного просвещения СССР»
- Звание «Заслуженный деятель науки РФ»
- Звание «Почетный работник высшей школы»
- Звание «Заслуженный работник образования Московской области»

## Избранные труды
Является автором более 150 научных работ и учебных пособий.
- Справочник школьника по русскому языку. 5-11 классы Войлова К. А., Клобуков Е. В., Леденева В. В., Лекант П. А. М.: Дрофа, 1986, — 192 с.
- Краткий справочник по современному русскому языку Касаткин Л. Л., Клобуков Е. В., Лекант П. А. М.: Высшая школа, 1991, ISBN 5-06-001579-3, — 383 с.
- Русский язык: Большой справочник для школьников и поступающих в вузы Воителева Т. М., Войлова К. А., Герасименко Н. А., Гостева Ю. Н., Канафьева А. В., Клобуков Е. В., Леденёва В. В., Лекант П. А., Розенталь Д. Э., Тихонова В. В., Фёдорова В. А., Халикова Н. В., Цыбулько И. П., Шаповалова Т. Е. М.:Дрофа 1998, ISBN 5-7107-1837-8, 848 с.
- Русский язык: 125 основных правил русской грамматики с упражнениями для школьников и поступающих в вузы/ Под редакцией П. А. Леканта Лекант П. А., Войлова К. А., Клобуков Е. В., Леденёва В. В., Леонова Г. В., Тузова М. Ф., Тихонова В. В., Шаповалова Т. Е. М.: Дрофа 1999, ISBN 5-7107-2372-X, 448 с.